# Državna cesta D522
D522 je državna cesta u Hrvatskoj. Ukupna duljina iznosi 13,2 km.